# Wim Peters (atleet)
Willem (Wim) Peters (Meppel, 5 juli 1903 - Zwolle, 30 maart 1995) was een Nederlandse atleet. Hij was afkomstig uit Zwolle en was in zijn tijd een van de beste hink-stap-springers ter wereld. Hij nam driemaal deel aan de Olympische Spelen, met een vijfde plaats als beste resultaat.

## Biografie

### Grap als basis van vele Nederlandse records
In 1923 zag het daar overigens nog niet naar uit. Wim Peters beschouwde zijn eerste optreden als hink-stap-springer in dat jaar zelfs als een grap. Het werd echter direct een, zij het officieus, Nederlands record. Er zouden er in de jaren daarna nog zeven officiële volgen. Met zijn laatste, in 1927 gevestigde record van 15,48 m, bleef hij slechts enkele centimeters verwijderd van het toenmalige wereldrecord. Het zou tot 1963 duren, alvorens deze prestatie als Nederlands record uit de boeken kon worden geschrapt.

### Drie Olympische Spelen
Peters deed driemaal mee aan de Olympische Spelen, in 1924, 1928 en 1932. Zijn beste Olympische resultaat was in 1932 een vijfde plaats in Los Angeles met een sprong van 14,93 m, ondanks een knieblessure. Wim Peters hield echter wrange gevoelens over aan zijn olympische optreden, vier jaar eerder. Hij kwam in Amsterdam als favoriet aan de start en zijn allereerste sprong, ruimschoots over de vijftien meter, leek dat te bevestigen. Zijn prestatie werd echter ongeldig verklaard, omdat hij bij de afzet de balk zou hebben overschreden. Volgens Peters was er van het randje zand direct achter de balk geen zandkorrel van zijn plaats gevallen, maar de jury bleek onvermurwbaar. Een zwaar aangeslagen Wim Peters wist zich vervolgens niet bij de beste zes te plaatsen. Deze teleurstelling zou hem nog lang blijven achtervolgen. Aan de Spelen van Berlijn in 1936 weigerde hij, als principieel antinazi, mee te doen.

### Zesvoudig Engels kampioen
Andere internationale successen waren er wel. Zo werd hij in totaal zesmaal kampioen bij de officieuze open Engelse A.A.A.-kampioenschappen. En in 1934 werd hij in Turijn Europees kampioen met een afstand van 14,89 m. In eigen land werd Wim Peters tussen 1924 en 1942 op zijn favoriete onderdeel niet minder dan zestien keer kampioen. Hij presteerde het zelfs om in 1948, als 45-jarige, met een sprong van 13,62 m nog tweede te worden. Overigens is het hink-stap-springen in Nederland nooit erg populair geweest. Velen vonden het een nummer voor mislukte verspringers. De faciliteiten waren in Nederland dan ook navenant. In Terborg sprong Peters een keer over de zandbak heen, die te kort bleek. De sprong werd prompt ongeldig verklaard. Vandaar dat Wim Peters voor wedstrijden vaak het buitenland opzocht.

### Tweemaal gearresteerd in WO II
Tijdens de Duitse bezetting weigerde hij als voorzitter van de atletiekvereniging AV PEC 1910 twee dochters van NSB'ers het lidmaatschap. Daarop werd hij gearresteerd en opgesloten in kamp Vught. Later werd hij, waarschijnlijk wegens verzetsactiviteiten, nogmaals gearresteerd en zat hij tot de bevrijding in de gevangenis van Almelo.
Wim Peters was lid van verdienste van de KNAU en houder van het Unie-erekruis in goud. Bovendien kreeg hij in 1941 de KNAU-beker uitgereikt. Op bestuurlijk terrein bekleedde hij, naast zijn voorzitterschap van AV PEC 1910, binnen de KNAU jarenlang tot op hoge leeftijd diverse officiële functies. Hij overleed op 91-jarige leeftijd.

## Kampioenschappen

### Internationale kampioenschappen
| Onderdeel          | Titel              | Jaar                               |
| ------------------ | ------------------ | ---------------------------------- |
| hink-stap-springen | Europees kampioen  | 1934                               |
|                    | Brits AAA-kampioen | 1927, 1928, 1929, 1930, 1935, 1937 |

### Nederlandse kampioenschappen
| Onderdeel          | Jaar                                                                                          |
| ------------------ | --------------------------------------------------------------------------------------------- |
| hink-stap-springen | 1924, 1925, 1926, 1927, 1928, 1929, 1930, 1934 1935, 1936, 1937, 1938, 1939, 1940, 1941, 1942 |

## Persoonlijk record
| Onderdeel          | Prestatie       | Datum       | Plaats |
| ------------------ | --------------- | ----------- | ------ |
| hink-stap-springen | 15,48 m (ex-NR) | 5 juli 1927 | Londen |

## Onderscheidingen
- Lid van verdienste van de KNAU - ?
- Sauer-beker - 1941
- Erelid van de KNAU - 1965
- Unie-erekruis in goud - 1996